# Pieris swinhoei
Pieris swinhoei är en ljungväxtart som beskrevs av William Botting Hemsley. Pieris swinhoei ingår i släktet buskroslingar, och familjen ljungväxter. Inga underarter finns listade i Catalogue of Life.